# Stade de football Dalian Suoyuwan
Le stade de football Dalian Suoyuwan ou Dalian Suoyuwan Football Stadium est un stade de football à Dalian, dans la province du Liaoning en Chine.
Il a une capacité de 63 677 places.

## Histoire
En 2019 la Chine est désignée pour organiser la Coupe d'Asie des nations de football 2023, dans la foulée le pays décide la construction de nouveaux stades spécifiques au football. La ville de Dalian compte parmi les villes candidates. La construction du nouveau stade débute en 2020. Finalement à cause de la pandémie de coronavirus le tournoi n'aura pas lieu en Chine.
Le projet appelé Dalian Barracuda Bay Stadium débute en octobre 2020, le maître d'ouvrage est le China State Construction Engineering.
Extérieurement le stade a une forme dynamique avec trois cercles encastrés, devant rappeler les eaux de la baie de Dalian,.
Le stade est terminé en avril 2023, l'inauguration officielle a lieu le 16 juin 2023 avec un match de l'équipe de Chine contre le Myanmar.
Pendant la saison 2023 de Super League le club Dalian Pro quitte le Dalian Sports Centre Stadium (en) et termine la saison dans le nouveau stade, avant d'être dissous pour des raisons financières. À partir de la saison 2024, le club résident sera le Dalian Yingbo évoluant en deuxième division, le club sera promu en fin de saison en China Super League.